# Svenska cupen i fotboll för damer 2015/2016
Svenska cupen i fotboll för damer 2015/2016 var den 34:e säsongen av Svenska cupen för damer i Sverige. Cupen vanns av FC Rosengård som finalbesegrade Linköpings FC med 3–1.

## Inledande omgångar

### Omgång 1[1]
| Första omgången – 76 deltagande klubblag | Första omgången – 76 deltagande klubblag | Första omgången – 76 deltagande klubblag |
| ---------------------------------------- | ---------------------------------------- | ---------------------------------------- |
| Lag 1                                    | Resultat                                 | Lag 2                                    |
| Töcksfors IF                             | 0–1                                      | IF Viken                                 |
| Gustafs GoIF                             | 7–1                                      | Forsby FF                                |
| Dösjöbro IF                              | 1–3                                      | IS Halmia                                |
| Säffle FF                                | 0–3                                      | IK Gauthiod                              |
| BK Astrio                                | 1–7                                      | Stattena IF                              |
| Krokom/Dvärsätts                         | 0000 0–3 (WO)                            | Sundsvalls DFF                           |
| Bureå IF                                 | 0–5                                      | Gimonäs UIF                              |
| Kiruna FF                                | 0–4                                      | Alviks IK                                |
| Ulvåkers IF                              | 0–3                                      | Holmalunds IF                            |
| FC Oskarshamn                            | 0–3                                      | BK Tinnis                                |
| LSW IF                                   | 1–0                                      | Töreboda IK                              |
| Göteborgs FF                             | 1–3                                      | IF Böljan                                |
| Glumslövs FF                             | 2–5                                      | Husie IF                                 |
| Ängelholms FF                            | 2–6                                      | Eskilsminne DIF                          |
| Qviding FIF                              | 00002–2 (e.f.) (3–4 str.)                | IFK Örby                                 |
| Bergdalens IK                            | 0–4                                      | Mariebo IK                               |
| Stångenäs IS                             | 00004–5 (e.f.)                           | Ytterby IS                               |
| Rimbo IF                                 | 4–0                                      | Sätra SK                                 |
| Trönninge IF                             | 1–6                                      | Lindome GIF                              |
| Ljusdals IF                              | 0–2                                      | IK Huge                                  |
| Växjö BK                                 | 0–1                                      | Fjälkinge IF                             |
| Guldhedens IK                            | 1–0                                      | IK Friscopojkarna                        |
| Tranås FF                                | 0–3                                      | Smedby AIS                               |
| Kristianstadtjejerna                     | 2–1                                      | Borgeby FK                               |
| Habo IF                                  | 1–5                                      | Nittorps IK                              |
| Örebro SK Söder                          | 4–0                                      | IK Skoghall                              |
| DFK Värmbol                              | 2–4                                      | Älvsjö AIK                               |
| Gammelgårdens IF                         | 2–4                                      | Morön BK                                 |
| Västerås BK30                            | 7–0                                      | Korsnäs IF                               |
| Enskede IK                               | 0–4                                      | FC Djursholm                             |
| IFK Lidingö                              | 0–2                                      | Gamla Upsala                             |
| Sollentuna FK                            | 2–4                                      | Vaksala SK                               |
| Tyresö FF                                | 1–4                                      | IFK Nyköping                             |
| Färjestadens GoIF                        | 0–2                                      | Växjö DFF                                |
| Tierps IF                                | 1–0                                      | IF Brommapojkarna                        |
| Madesjö IF                               | 1–5                                      | Asarums IF                               |
| Team Hudik                               | 0000 3–0 (WO)                            | Själevads IK                             |
| P18                                      | 0–4                                      | Täby FK                                  |

### Omgång 2[1]
| Andra omgången – 64 deltagande klubblag | Andra omgången – 64 deltagande klubblag | Andra omgången – 64 deltagande klubblag |
| --------------------------------------- | --------------------------------------- | --------------------------------------- |
| Lag 1                                   | Resultat                                | Lag 2                                   |
| Nittorps IK                             | 3–4                                     | Växjö DFF                               |
| ALviks IK                               | 0–3                                     | Piteå IF                                |
| Västerås BK30                           | 7–3                                     | Gustafs GoIF                            |
| Hägglunds IoFK                          | 0–8                                     | Östersunds DFF                          |
| IK Huge                                 | 1–3                                     | Bollstanäs SK                           |
| IFK Nyköping                            | 1–4                                     | KIF Örebro                              |
| Vaksala SK                              | 00–12                                   | Hammarby IF                             |
| Holmalunds IF                           | 0–9                                     | Kopparbergs/Göteborg                    |
| Lindome GIF                             | 0–3                                     | Hovås Billdal                           |
| Guldhedens IK                           | 0–4                                     | IFK Örby                                |
| IS Halmia                               | 1–4                                     | Kristianstads DFF                       |
| Gamla Upsala                            | 1–3                                     | AIK                                     |
| Husie IF                                | 00002–3 (e.f.)                          | Limhamn Bunkeflo                        |
| Smedby AIS                              | 0–2                                     | Eskilstuna United                       |
| IF Viken                                | 0–5                                     | QBIK                                    |
| Älvsjö AIK                              | 2–4                                     | Älta IF                                 |
| IK Gauthiod                             | 00004–4 (e.f.) (3–2 str.)               | Lidköpings FK                           |
| Kristianstadtjejerna                    | 0–3                                     | IFK Kalmar                              |
| Ytterby IS                              | 0–8                                     | Jitex BK                                |
| Asarums IF                              | 0–3                                     | Vittsjö GIK                             |
| Eskilsminne DIF                         | 3–7                                     | FC Rosengård                            |
| FC Djursholm                            | 00003–3 (e.f.) (4–5 str.)               | Täby FK                                 |
| Tierps IF                               | 0–2                                     | IK Sirius                               |
| Morön BK                                | 0–9                                     | Umeå IK                                 |
| Rimbo IF                                | 1–0                                     | Djurgårdens IF                          |
| LSW IF                                  | 1–5                                     | BK Tinnis                               |
| Örebro SK Söder                         | 0–3                                     | Mallbackens IF                          |
| IF Böljan                               | 2–1                                     | Kungsbacka DFF                          |
| Fjälkinge IF                            | 0–5                                     | Stattena IF                             |
| Gimonäs UIF                             | 2–1                                     | Sunnanå SK                              |
| Team Hudik                              | 00–10                                   | Sundsvalls DFF                          |
| Mariebo IK                              | 0–1                                     | Linköpings FC                           |

### Omgång 3[1]
| Tredje omgången – 32 deltagande klubblag | Tredje omgången – 32 deltagande klubblag | Tredje omgången – 32 deltagande klubblag |
| ---------------------------------------- | ---------------------------------------- | ---------------------------------------- |
| Lag 1                                    | Resultat                                 | Lag 2                                    |
| Sundsvalls DFF                           | 0–1                                      | IK Sirius                                |
| Rimbo IF                                 | 1–6                                      | Bollstanäs SK                            |
| IF Böljan                                | 2–6                                      | Vittsjö GIK                              |
| Täby FK                                  | 0–2                                      | AIK                                      |
| Älta IF                                  | 1–2                                      | Hammarby IF                              |
| IK Gauthiod                              | 0–3                                      | KIF Örebro                               |
| Gimonäs UIF                              | 0–7                                      | Piteå IF                                 |
| Västerås BK30                            | 1–4                                      | Eskilstuna United                        |
| QBIK                                     | 0–2                                      | Mallbackens IF                           |
| IFK Örby                                 | 2–1                                      | Hovås Billdal                            |
| BK Tinnis                                | 0–8                                      | Linköpings FC                            |
| Jitex BK                                 | 0–2                                      | Kopparbergs/Göteborg                     |
| Stattena IF                              | 0–4                                      | Kristianstads DFF                        |
| Östersunds DFF                           | 1–2                                      | Umeå IK                                  |
| Växjö DFF                                | 1–4                                      | IFK Kalmar                               |
| Limhamn Bunkeflo                         | 03–10                                    | FC Rosengård                             |

### Omgång 4[1]
| Fjärde omgången – 16 deltagande klubblag | Fjärde omgången – 16 deltagande klubblag | Fjärde omgången – 16 deltagande klubblag |
| ---------------------------------------- | ---------------------------------------- | ---------------------------------------- |
| Lag 1                                    | Resultat                                 | Lag 2                                    |
| Hammarby IF                              | 0–3                                      | Piteå IF                                 |
| IFK Kalmar                               | 2–4                                      | Vittsjö GIK                              |
| Kopparbergs/Göteborg                     | 0–3                                      | Linköpings FC                            |
| IK Sirius                                | 0–3                                      | Umeå IK                                  |
| KIF Örebro                               | 0–4                                      | Eskilstuna United                        |
| Bollstanäs SK                            | 0–4                                      | AIK                                      |
| FC Rosengård                             | 3–0                                      | Kristianstads DFF                        |
| IFK Örby                                 | 0–6                                      | Mallbackens IF                           |

## Slutspel

### Slutspelsträd
|  | Kvartsfinaler     | Kvartsfinaler     |               |   | Semifinaler | Semifinaler |  |  | Final | Final |
|  |                   |                   |               |   |             |             |  |  |       |       |
|  |                   |                   |               |   |             |             |  |  |       |       |
|  |                   |                   |               |   |             |             |  |  |       |       |
|  | AIK               | 0                 |               |   |             |             |  |  |       |       |
|  | AIK               | 0                 |               |   |             |             |  |  |       |       |
|  | Piteå IF          | 5                 |               |   |             |             |  |  |       |       |
|  | Piteå IF          | 5                 | Piteå IF      | 1 |             |             |  |  |       |       |
|  |                   |                   | Piteå IF      | 1 |             |             |  |  |       |       |
|  |                   | FC Rosengård      | 2             |   |             |             |  |  |       |       |
|  | Vittsjö GIK       | FC Rosengård      | 2             | 0 |             |             |  |  |       |       |
|  | Vittsjö GIK       |                   |               | 0 |             |             |  |  |       |       |
|  | FC Rosengård      | 2                 |               |   |             |             |  |  |       |       |
|  | FC Rosengård      | 2                 | FC Rosengård  | 3 |             |             |  |  |       |       |
|  |                   |                   | FC Rosengård  | 3 |             |             |  |  |       |       |
|  |                   | Linköpings FC     | 1             |   |             |             |  |  |       |       |
|  | Mallbackens IF    | Linköpings FC     | 1             | 0 |             |             |  |  |       |       |
|  | Mallbackens IF    |                   |               | 0 |             |             |  |  |       |       |
|  | Linköpings FC     | 10                |               |   |             |             |  |  |       |       |
|  | Linköpings FC     | 10                | Linköpings FC | 1 |             |             |  |  |       |       |
|  |                   |                   | Linköpings FC | 1 |             |             |  |  |       |       |
|  |                   | Eskilstuna United | 0             |   |             |             |  |  |       |       |
|  | Eskilstuna United | Eskilstuna United | 0             | 2 |             |             |  |  |       |       |
|  | Eskilstuna United |                   |               | 2 |             |             |  |  |       |       |
|  | Umeå IK           | 0                 |               |   |             |             |  |  |       |       |
|  | Umeå IK           | 0                 |               |   |             |             |  |  |       |       |

### Kvartsfinal[1]
| Femte omgången – 8 deltagande klubblag | Femte omgången – 8 deltagande klubblag | Femte omgången – 8 deltagande klubblag |
| -------------------------------------- | -------------------------------------- | -------------------------------------- |
| Lag 1                                  | Resultat                               | Lag 2                                  |
| AIK                                    | 0–5                                    | Piteå IF                               |
| Mallbackens IF                         | 00–10                                  | Linköpings FC                          |
| Eskilstuna United                      | 2–0                                    | Umeå IK                                |
| Vittsjö GIK                            | 0–2                                    | FC Rosengård                           |

### Semifinal[1]
| Sjätte omgången – 4 deltagande klubblag | Sjätte omgången – 4 deltagande klubblag | Sjätte omgången – 4 deltagande klubblag |
| --------------------------------------- | --------------------------------------- | --------------------------------------- |
| Lag 1                                   | Resultat                                | Lag 2                                   |
| Linköpings FC                           | 1–0                                     | Eskilstuna United                       |
| Piteå IF                                | 1–2                                     | FC Rosengård                            |

### Final[1]
|             | 28 augusti 2016 | FC Rosengård                      | 3 – 1           | Linköpings FC    | Malmö IP                                            |                                                     |
| 15:00 UTC+2 | 15:00 UTC+2     | Schelin 43′ Martens 46′ Marta 68′ | (1 – 0) Rapport | 66′ Blackstenius | Malmö Publik: 2 057 Domare: Sara Persson (Rävlanda) | Malmö Publik: 2 057 Domare: Sara Persson (Rävlanda) |
| 15:00 UTC+2 | 15:00 UTC+2     |                                   |                 |                  | Malmö Publik: 2 057 Domare: Sara Persson (Rävlanda) | Malmö Publik: 2 057 Domare: Sara Persson (Rävlanda) |
| 15:00 UTC+2 | 15:00 UTC+2     |                                   |                 |                  | Malmö Publik: 2 057 Domare: Sara Persson (Rävlanda) | Malmö Publik: 2 057 Domare: Sara Persson (Rävlanda) |

### Fotnoter
1. 1 2 3 4 5 6 7 8  ”Spelprogram - Svenska Cupen, damer”. Svenskfotboll. http://svenskfotboll.se/cuper-och-serier/svenska-cupen-damer/spelprogram-20162017. Läst 26 april 2016.
2. ↑  ”Marta bakom Rosengårds cupseger”. svenskfotboll.se. http://svenskfotboll.se/cuper-och-serier/svenska-cupen-damer/resultat-tidigare-ar/201516/. Läst 24 september 2017.